# Albizziové

Erb Albizziů

Albizziové nebo Albiziové byla stará italská šlechtická rodina, poprvé doložená v roce 1199. Ve 13. a 14. století byl rod v čele florentských guelfů a držel vysoké úřady Florentské republiky. Piero degli Albizzi hrál prominentní roli v době hrůzovlády guelfů až do povstání česačů vlny roku 1378, během kterého byl popraven.
Roku 1382 rodina opět město ovládla po vyhnání diktátora Salvestra Medicejského a vedla koalici oligarchů. V roce 1393 byl Maso degli Albizzi zvolen gonfalonierem a pro mnoho let, až do své smrti roku 1417, zůstal díky vedoucí pozici v cechu Arte della Lana (obchodníků s textilem a kůží) nejvlivnějším mužem Florencie.
V dalším boji o moc ve Florencii však Albizziové museli ustoupit Medicejům. Roku 1433 byli sice při ve volbě nových členů Signorie vylosováni převážně straníci Albizziů (které vedl Rinaldo degli Albizzi). Ti nejprve zatkli Cosima Medicejského a poté, co selhal pokus ho zavraždit, ho vypověděli do Urbina. Cosimo však rozsudek nerespektoval a odešel do exilu v Benátkách, odkud pokračoval v řízení rodinné banky. Do Florencie se dokázal vrátit počátkem roku 1434, k čemuž mu pomohla nespravedlivá daňová politika Albizziů a papežský zásah. Poté byli z Florencie vyhnáni přívrženci Albizziů, tentokrát bez vražd a rozsudků smrti.
Albizziové se podrobili Medicejům a předali jim vládu. V roce 1508 si Giovanni degli Albizzi vzal Ginevru Medicejskou, čímž se později stal strýcem Lorenzina Medicejského, který roku 1537 zavraždil pána města Alexandra Medicejského.